# Thomas Kuhn-Treichel
Thomas Kuhn-Treichel ist ein deutscher Klassischer Philologie.

## Leben
Kuhn-Treichel studierte ab 2009 an der Georg-August-Universität Göttingen Klassische Philologie und schloss sein Studium 2012 mit dem Bachelor und 2013 mit dem Master ab. Anschließend arbeitete er an der Universität Göttingen, der Universität zu Köln und der Universität Leipzig an seiner Dissertation zu dem spätantiken Dichter Claudius Marius Victorius, aufgrund derer er 2016 promoviert wurde. Sowohl das Studium als auch die Arbeit an der Doktorarbeit wurde durch die Studienstiftung des deutschen Volkes gefördert.
Anschließend folgten mehrere kürzere Beschäftigungen: 2016 vertrat er eine Stelle als Wissenschaftlicher Mitarbeiter an der Universität Göttingen, 2016 und 2017 wirkte er an der Übersetzung des altgriechisch-italienischen Wörterbuches von Franco Montanari ins Deutsche mit, 2018 arbeitete er am Winckelmann-Institut der Humboldt-Universität zu Berlin an der wissenschaftlichen Edition der Werke Johann Joachim Winckelmanns mit. Parallel dazu nahm er 2016 bis 2018 Lehraufträge für Klassische Philologie und Komparatistik an der Universität Leipzig wahr. Anschließend vertrat er 2018/2019 den Lehrstuhl für Gräzistik an der Ruprecht-Karls-Universität Heidelberg.
In den Jahren 2019 bis 2022 finanzierte die Deutsche Forschungsgemeinschaft die Forschungen von Thomas Kuhn-Treichel im Rahmen des „Programms Eigene Stelle“. Im Februar 2020 erfolgte seine Habilitation aufgrund einer Arbeit zum Lyrischen Ich in den Werken des griechischen Dichters Pindar. Seit 2022 arbeitet er als akademischer Mitarbeiter am Seminar für Klassische Philologie der Universität Heidelberg.
In seiner Forschungsarbeit befasst sich Kuhn-Treichel mit der griechischen und lateinischen Literatur der gesamten Antike. Ausgehend von Studien zum jüdisch-hellenistischen Epos, zu christlichen Autoren der Spätantike (Gregor von Nazianz, Claudius Marius Victorius) und der Archaik (Pindar) beschäftigt er sich besonders mit Fragen der Manifestation von Autorschaft in Texten sowie Erzähltechniken. Seine Monographie Metaleptische Bilder des Erzählens entstand im Zusammenhang mit dem Netzwerk Diachrone Metalepse, das er mit Finanzierung der Deutschen Forschungsgemeinschaft 2022 ins Leben rief.
2024 erhielt Kuhn-Treichel den Preis für Geisteswissenschaften der Akademie der Wissenschaften zu Göttingen.

## Schriften
- Die jüdisch-hellenistischen Epiker Theodot und Philon. Literarische Untersuchungen, kritische Edition und Übersetzung der Fragmente (= Vertumnus. Band 9). Edition Ruprecht, Göttingen 2012, ISBN 978-3-8469-0085-7 (erweiterte Fassung der Bachelorarbeit).
- Schweigen in Versen. Text, Übersetzung und Studien zu den Schweigegedichten Gregors von Nazianz (II,1,34A/B) (= Beiträge zur Altertumskunde. Band 328). Walter de Gruyter, Berlin/Boston 2014, ISBN 978-3-11-034550-6 (erweiterte Fassung der Masterarbeit).
- Die Alethia des Claudius Marius Victorius. Bibeldichtung zwischen Epos und Lehrgedicht (= Untersuchungen zur antiken Literatur und Geschichte. Band 123). Walter de Gruyter, Berlin/Boston 2016, ISBN 978-3-11-050125-4 (Dissertation).
- Claudius Marius Victorius, Alethia / Wahrheit. Lateinisch–deutsch (= Fontes Christiani. Band 71). Herder, Freiburg 2018, ISBN 978-3-451-32907-4.
- Rollen in Relation. Das poetische Ich in verschiedenen Gattungen bei Pindar (= Zetemata. Heft 156). C. H. Beck, München 2020, ISBN 978-3-406-75835-5 (Habilitationsschrift).
- Metaleptische Bilder des Erzählens. Von der Antike bis zur Gegenwart (= Narratologia. Band 89). Walter de Gruyter, Berlin/Boston 2023, ISBN 978-3-11-131736-6.